# Pool (Kornwalia)
Pool – wieś w Anglii, w Kornwalii. Leży 23 km na północny wschód od miasta Penzance i 388 km na zachód od Londynu.